# EasyJet Switzerland
EasyJet Switzerland is een low cost-luchtvaartmaatschappij (prijsvechter) uit Zwitserland met bases in Genève en Bazel. De maatschappij opereert als een franchise-onderneming die gebruikmaakt van het merk easyJet.

## Codes
- IATA-code: DS
- ICAO-code: EZS
- Callsign: Topswiss

## Geschiedenis
De maatschappij werd opgericht in mei 1988 als TEA BASEL AG. In 1993 nam Sobelair een aandeel van 40% in de maatschappij en werd de naam TEA Switzerland. In maart 1998 nam de Engelse prijsvechter easyJet een belang van 40% in deze maatschappij, die op 1 april 1999 werd omgedoopt tot easyJet Switzerland. De maatschappij is nu voor 49% in handen van easyJet en 51% van andere investeerders; easyJet heeft echter een optie om de overige 51% ook te kopen.

## Vloot
De vloot van easyJet Switzerland bestaat uit de volgende toestellen (mei 2025):
| Type            | In dienst | Orders | Opmerkingen |
| --------------- | --------- | ------ | ----------- |
| Airbus A320-200 | 24        | —      |             |
| Airbus A320neo  | 7         | —      |             |
| Totaal          | 31        | —      |             |